# Dorkas

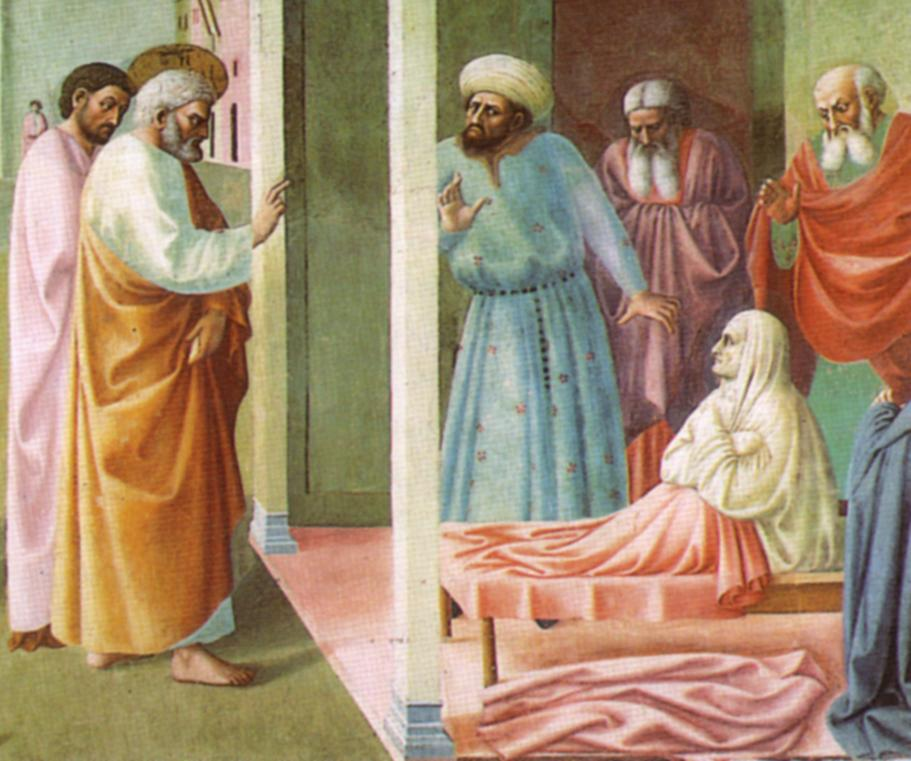
Opwekking van Dorkas

Dorkas (Oudgrieks: Δορκάς, Dorkás, "gazelle", "hinde"; in het Aramees: טביתא, Ṭabītā, Tabita) was een christelijke vrouw uit het Nieuwe Testament. Ze woonde in Joppe (het huidige Israëlische Jaffa) en was veel in de weer voor andere, vooral arme mensen. Ze werd door Petrus uit de dood opgewekt.
De christelijke hulpverleningsorganisatie Dorcas is naar deze vrouw vernoemd. Deze zet zich eveneens voor armen en minderbedeelden in.